# Império Satavana
O Império Satavana foi uma Estado real indiano baseada em Telangana, Junar, Pune, Paitam e norte de Carnataca. A partir de 230 a.C. o território do império estendia-se por grande parte da atual Índia. Embora haja muita controvérsia em relação à data do fim da dinastia, algumas estimativas sugerem que durou cerca de 450 anos, até cerca de 220 d.C.. Os satavanas estabeleceram a paz no país, resistindo aos ataques estrangeiros após o declínio do Império Máuria, do qual eram originalmente vassalos.
Os satavanas são notáveis por favorecerem o hinduísmo e por terem sido uma das primeiras civilizações a cunhar moeda no território. Formaram também uma ponte cultural que desempenhou um papel vital no comércio e trocas culturais entre a planície Indo-Gangética e o sul da Índia. Durante o estabelecimento do império, tiveram que competir com o Império Sunga e o Império Canva de Mágada. Mais tarde, desempenharam um papel crucial na proteção de grande parte da Índia contra invasores estrangeiros como os sacas, iavanas ou os palavas. Durante o século III, o império foi fragmentado em diversos estados de pequena dimensão.